# Cagakagung
Cagakagung is een bestuurslaag in het regentschap Gresik van de provincie Oost-Java, Indonesië. Cagakagung telt 1695 inwoners (volkstelling 2010).